# Ладжанський монастир (Болгарія)
Ладжанський монастир — болгарський монастир у духовному районі Івайловаградського духовного району,  Пловдивської єпархії Православної церкви Болгарії. 

## Розташування
Монастир розташований приблизно в 2 км на південний захід від району Лъджа (Івайловград). 

## Історія
Заснований в 13 столітті, монастир згодом був зруйнований турками під час насильницької ісламізації Болгарії. Відновлений у 1846 р. У другій половині 19 століття він сформувався як ансамбль з двох дворів —монастирського паломництва і торгового. У першому дворі поруч з монастирськими осередками розташовувався блок харчування з кухарем, піч і їдальня, а також великий двоповерховий господарський будинок. У другому подвір'ї були побудовані торгові ятки. Близько середини 20-го століття всі будівлі, за винятком храму, розвалилися. В даний час після деяких будівельних робіт, монастир знову став діючим. Він складається з комплексу тринавної церкви, сучасного житлового будинку і старого фонтану 1846 р. У 1970-х монастир був оточений  великою кам'яною стіною, а її архітектура сьогодні радикально відрізняється від архітектури інших родопських монастирів. Монастир був оголошений пам'яткою культури. 
Біля монастиря знаходиться Афінський міст. Він був побудований в Сечедньовіччя, але точної дати не встановлено. Міст використовувався мешканцями селища Рогозово, розташованого трохи нижче Лютиці. Тепер він покинутий і майже всі його частини впали. 